# ساماراته
ساماراته (به ایتالیایی: Samarate) یک کومونه در ایتالیا است که در استان وارزه واقع شده‌است. ساماراته ۱۵ کیلومتر مربع مساحت و ۱۶٬۰۲۱ نفر جمعیت دارد و ۲۲۱ متر بالاتر از سطح دریا واقع شده‌است.

## خواهرخوانده
شهر یئوویل خواهرخواندهٔ ساماراته هست.